# Révész Sándor
Révész Sándor – pierwszy album węgierskiego wokalisty rockowego Sándora Révésza, wydany w 1985 przez Hungaroton-Favorit roku na LP i MC. W 1993 roku nastąpiło jego wznowienie przez Hungaroton-Gong na CD. Przy nagrywaniu albumu współpracowali między innymi Ferenc Demjén, János Karácsony czy Gábor Presser. Zostały nagrane teledyski do dwóch utworów: "Nem tudtam, hogy így fáj" oraz "Ne várd a hulló csillagot", z czego tylko pierwsza piosenka pojawiła się na albumie.

## Lista utworów
Strona A
1. "Nem tudtam, hogy így fáj" (5:36)
2. "Szól a dal" (2:09)
3. "Menekülés" (4:45)
4. "Én és a francia lány" (3:12)
5. "Én szeretlek" (2:30)

Strona B
1. "Itt a válasz" (5:03)
2. "Sose repülj az angyalokkal" (5:32)
3. "A bolond" (0:35)
4. "Porto Morellos" (5:10)
5. "Vigyázz a madárra" (4:01)

## Wykonawcy
- Sándor Révész – wokal, gitara akustyczna (A2)
- János Solti – perkusja (A1, A3, A4, B2, B4, B5)
- István Kiss – sekwencer (A1), groovebox (A3, B1, B4)
- János Karácsony – gitara (A1, A3, A4, A5, B1, B2, B4, B5), sitar (A3)
- Gábor Presser – syntezator (A1, A2, A3, B1, B2, B4, B5), groovebox (A5, B5)
- Kornél Horváth – darbuka (A2), kongi (B1, B2, B4)
- László Dés – saksofon (A3)
- Tamás Somló – wokal (A3, A4)
- László Goőz – puzon (B2)
- Micky von Henko – gitara akustyczna (B4)
- P. Danck – gitara basowa (B5)
- Andrea Bartha, Fabiano, Marianna Falussy, FotoGáti, János Karácsony, Zsuzsa Kertes, Györgyi Lang, Tamás Somló – chór

### Produkcja
- György Pálfi – opracowanie graficzne
- István Kiss – inżynier dźwięku
- Péter Horváth – mastering
- György Gáti – zdjęcia
- Gábor Presser – produkcja